# Besední dům
Besední dům je veřejná stavba v Brně, stojící na jižním rohu Komenského náměstí, při ústí Husovy ulice. Z východní strany jej obepíná ulice Besední. Byl postaven v letech 1870–1873 jako součást nově budované okružní třídy. Autorem historizující novorenesanční budovy byl architekt Theophil von Hansen. Besední dům sloužil jako kulturní a společenské centrum českých obyvatel města a svoji původní funkci plní do jisté míry dodnes. Mezi 80. a 90. lety 20. století byl adaptován pro potřeby nynější Filharmonie Brno, která v něm sídlí. Ve své historii se stal dějištěm či svědkem řady společensky významných událostí, mezi něž se řadí veřejné oznámení vzniku Československé republiky z jeho balkonu 29. října 1918.

## Vznik Besedního domu
Besední dům je nepřehlédnutelným objektem na tzv. brněnské okružní třídě. Zaujímá prostranství na rohu dnešního Komenského náměstí a Husovy třídy. K získání takto prestižní parcely musela česká komunita Brna přistoupit ke lsti. Německou radnicí spravovaná obec, by totiž neumožnila stavbu českého kulturního centra na místě, kde se předpokládal vznik významných brněnských německých institucí. Parcela proto nebyla zakoupena přímo, nýbrž ji výměnou za jiné stavební místo získal továrník Jan Hlávka, který ji následně daroval na výstavbu Besedního domu. Výstavby se žádostí o stavební povolení roku 1870 chopila českému národu nakloněná hrabata Egbert Belcredi a Silva-Taroucca. Teprve roku 1871 se ustavila akciová společnost v čele s Aloisem Pražákem a Jindřichem Dvořákem, kteří stavbu dovedli ke zdárnému konci. Dům byl otevřen provizorně již koncem roku 1872. Oficiálně začal sloužit svému účelu 21. dubna 1873.

## Architektura

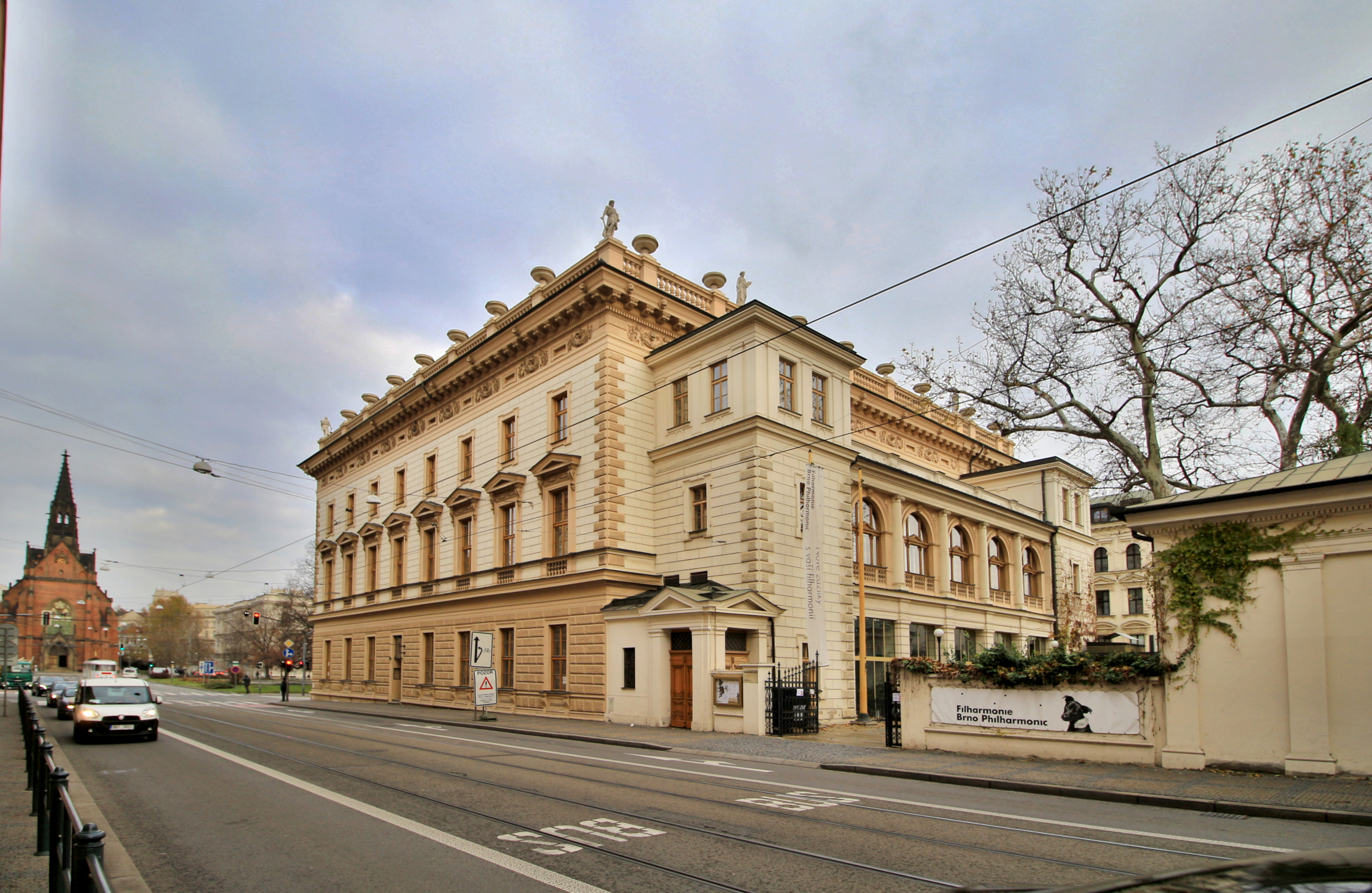
Besední dům, pohled z Husovy ulice

Tvůrcem architektury Besedního domu je Theophil von Hansen (1813–1891), významný architekt 19. století pocházející z Dánska, avšak zdomácnělý v Rakousku-Uhersku. Historizující novorenesanční architektonické pojetí vychází z římské renesanční architektury, avšak inspiraci této stavbě poskytly i klasicistní londýnské kluby. Blokovitá, uzavřeně působící dvoupatrová budova skrývá ve svém nitru řadu místností původně určených spolkové činnosti, dále hlaholnu a velký dvoupodlažní společenský sál se soustavou předsálí. V centru stavby se nachází trojramenné schodiště a k němu zrcadlově orientovaný dvorek. Harmonické utváření tří průčelních zón uzavírá výrazná korunní římsa s balustrádou a sochařskou výzdobou. Besední dům tvoří urbanistický i architektonický celek k sousednímu Pražákově paláci, vystavěném o rok později týmž architektem pro téhož investora – Aloise Pražáka.

## Funkce a historie domu
Besední dům byl postaven jako kulturní a společenské centrum brněnských Čechů. Řadu jeho vnitřních prostor využívaly české spolky, z nichž je pro dějiny Brna nejvýznamnější Čtenářský spolek sdružující českou inteligenci Brna ve 2. polovině 19. a 1. polovině 20. století. V přízemí Besedního domu se nachází dříve velmi proslulá restaurace. Besední dům vždy poskytoval zázemí pro hudební tělesa a jejich produkci. Byl místem působení hudební školy Besedy brněnské a Janáčkova Českého symfonického orchestru. Velkou změnu představovala pro Besední dům 50. léta 20. století. Tradiční měšťanské spolky byly rozpouštěny a činnost hudebních těles si musela hledat jiná místa působení. Od roku 1953 byl dům předán vojsku a pojmenován „Oblastní dům armády“. Teprve na podzim roku 1957 byl Besednímu domu navrácena jeho původní funkce. Stal se sídlem redakce Hosta do domu, uměleckých svazů a Krajského koncertního jednatelství. Celkovou rekonstrukci dům prodělal v letech 1987–1996, kdy byl jako celek adaptován pro potřeby Státní filharmonie Brno.

## Pamětní desky
Některé z událostí nebo osobností spjatých s Besedním domem upomínají výtvarné objekty v interiéru budovy nebo na její fasádě:
- Bronzová pamětní deska na průčelí domu, přesněji na rohu s Besední ulicí, upomíná na truhlářského dělníka a sokola Františka Pavlíka, který se účastnil demonstrací za zřízení české univerzity v Brně a 2. října 1905 zemřel na následky zranění způsobeného bodákem vojáka 49. pluku před vchodem do Besedního domu. Po 20 letech, dne 4. října 1925, byla na nároží odhalena tato pamětní deska, jejímž autorem byl akademický sochař a medailér Josef Axmann. Po březnové okupaci 1939 se stala místem, kde čeští vlastenci kladli květiny, a následně byla odstraněna, znovu však podle původního modelu odlita a při prvním Mezinárodním dnu studentstva 17. listopadu 1946 instalována na stejné místo.[1][2]
- Bronzová pamětní deska umístěná symetricky na rohu s Husovou ulicí upomíná na oznámení vzniku Československé republiky z balkonu Besedního domu před polednem 29. října 1918. Deska s reliéfem stojícího ptáka sokola, jejímž autorem byl akademický sochař Radim Hanke, zde byla brněnskými sokoly odhalena 10. června 2018 u příležitosti stého výročí republiky.[3][4]
- Dne 14. listopadu 1954 byla k uctění stých narozenin hudebního skladatele Leoše Janáčka na budově tehdejšího Domu armády odhalena pamětní deska z dílny akademického sochaře Karla Zouhara. Po odhalení se v domě konal koncert. Čtvercová bronzová deska nesla reliéf Janáčkova profilového portrétu ve vavřínovém věnci a cedulku s nápisem a původně byla umístěna na fasádě vpravo od vchodu. Během rekonstrukce Besedního domu v 90. letech ovšem byla sňata a poté už jen reliéf umístěn uvnitř ve foyeru.[5][6]